# Malintrat
Malintrat ist eine französische Gemeinde mit 1133 Einwohnern (Stand: 1. Januar 2022) im Département Puy-de-Dôme in der Region Auvergne-Rhône-Alpes. Sie gehört zum Arrondissement Riom und zum Kanton Gerzat. Die Einwohner werden Malintraires genannt.

## Geographie
Malintrat liegt etwa neun Kilometer nordöstlich von Clermont-Ferrand. Umgeben wird Malintrat von den Nachbargemeinden Saint-Beauzire im Norden, Lussat im Nordosten, Pont-du-Château im Osten und Süden, Aulnat im Süden sowie Gerzat im Westen und Nordwesten.
Durch die Gemeinde führt die Autoroute A89.

## Bevölkerungsentwicklung
| Jahr                       | 1962 | 1968 | 1975 | 1982 | 1990 | 1999 | 2006 | 2012 |
| Einwohner                  | 518  | 543  | 575  | 800  | 921  | 870  | 1076 | 997  |
| Quellen: Cassini und INSEE |      |      |      |      |      |      |      |      |

## Sehenswürdigkeiten
- Kirche

## Persönlichkeiten
- Florence Nibart-Devouard (* 1968), Präsidentin der Wikimedia Foundation

## Weblinks

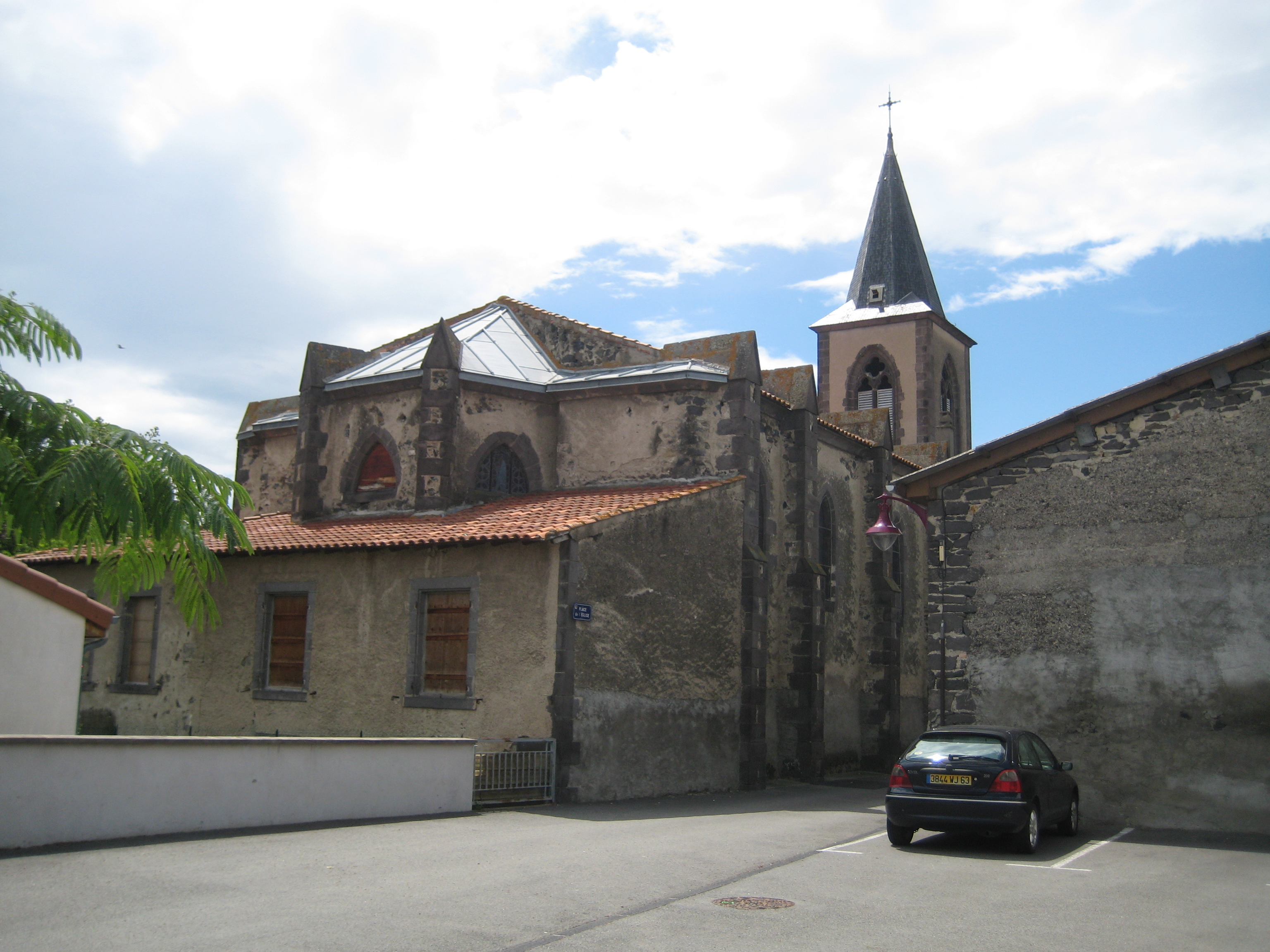
Kirche